# Laternenträger (Stachelflosser)
Die Laternenträger (Anomalopidae), auch Laternenaugenfische oder Blitzlichtfische genannt, sind eine Familie aus der Ordnung Trachichthyiformes. Blitzlichtfische leben disjunkt in verschiedenen Teilen tropischer Meere, hauptsächlich im Indopazifik, Kryptophanaron alfredi in der Karibik.

## Merkmale
Die verschiedenen Arten werden fünf bis 35 Zentimeter lang. Charakteristisches Merkmal der Fische ist ein bohnenförmiges Leuchtorgan unter den Augen, das durch ein schwarzes Lid bzw. durch das Wegdrehen des Organs nach unten an- und ausgeschaltet werden kann. Das grünliche Licht des Leuchtorgans wird durch im Innern des Organs lebende symbiotische Bakterien erzeugt. Es dient dazu, Zooplankton anzulocken. Die Fische unternehmen Vertikalwanderungen und halten sich nachts zur Nahrungssuche in flacherem Wasser, in mondlosen Nächten auch nur in einem Meter Tiefe auf.
Flossenformel: Dorsale II–VI/14–19, Anale II–III/10–13, Ventrale I/5–6
Der hart- und der weichstrahlige Teil der Rückenflosse sind durch eine Einkerbung getrennt, außer bei Photoblepharon, der eine durchgehende Rückenflosse hat.

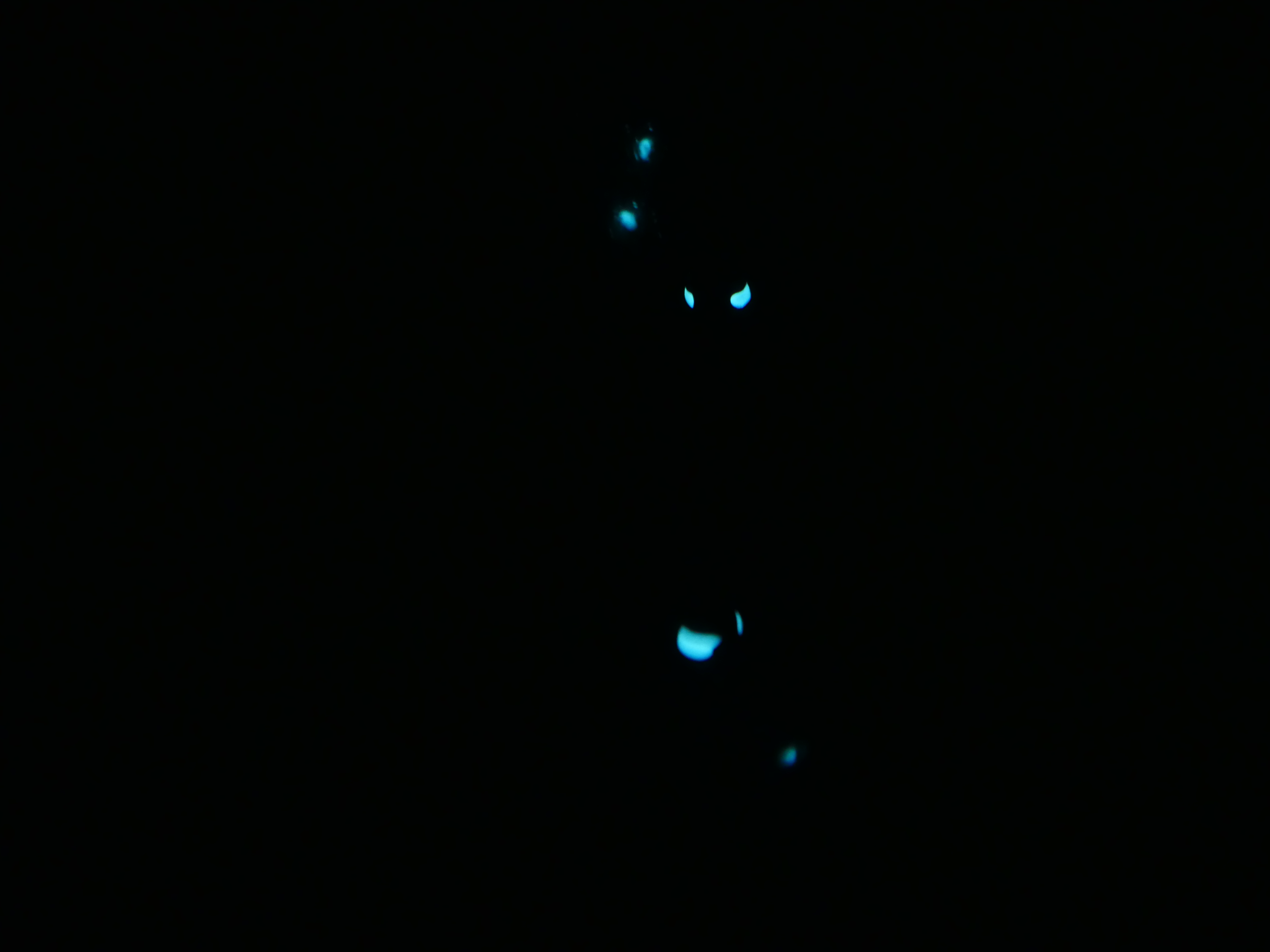
Photoblepharon palpebratum im Dunkeln

## Gattungen und Arten
- Anomalops Kner, 1868
  - Großer Laternenfisch (Anomalops katoptron) (Bleeker, 1856)
- Kryptophanaron Silvester & Fowler, 1926
  - Atlantik-Laternenfisch (Kryptophanaron alfredi) Silvester & Fowler, 1926
- Parmops Rosenblatt & Johnson, 1991
  - Parmops coruscans Rosenblatt & Johnson, 1991
  - Parmops echinatus Johnson, Seeto & Rosenblatt, 2001
- Photoblepharon Weber, 1902
  - Kleiner Laternenfisch (Photoblepharon palpebratum) (Boddaert, 1781)
  - Photoblepharon steinitzi Abe & Haneda, 1973
- Phthanophaneron Johnson & Rosenblatt, 1988
  - Phthanophaneron harveyi (Rosenblatt & Montgomery, 1976)
- Protoblepharon Baldwin, Johnson & Paxton, 1997
  - Protoblepharon mccoskeri Ho & Johnson, 2012
  - Protoblepharon rosenblatti Baldwin, Johnson & Paxton, 1997